# 執行役
企業における執行役（しっこうやく）、エグゼクティブ・マネジャー（executive management）は、シニアマネジメント（senior management）、 執行委員（management team）ともされ、企業や組織において日々の業務として、組織マネジメントを行っている最上級管理職のことである。
執行役は株主や取締役会から移譲された特定の執行権限を保持している。彼らは最高レベルの責任を負っているが、日常的なビジネスではなく、上級マネジメントや経営幹部マネジメントを重点的に担っている。通常彼らの職責は、事業部長や、最高財務責任者（CFO）、最高経営責任者（CEO）、最高戦略責任者（CSO）などとなる。
プロジェクトマネジメントにおいては、執行役はプロジェクトの出資管理を担う。

## 米国企業のオフィサー
米国法人における Officer（日: 執行役員）は Director（日: 取締役）からの委任に基づいて業務を執行する上級の従業員である。
アングロサクソン系の法人では、企業統治の観念が普及したことで、日本の会社経営とその運営の内容が異なる。アングロサクソン型の企業統治のもっとも重要な特徴は、株主の利権を代表するべき取締役会と会社の経営陣が、組織機能において明確に分離されていることである。さらに、上場会社であれば、取締役会の構成員である取締役の過半数は、会社の部外者（社外取締役）で構成されていることがほとんどで、会社を直接運営する経営陣が、株主の利権を代表する取締役会によって監視される構造が出来上がっている。
英国では、これに沿わない場合はその事実の公表を公開することが義務付けられている。大株主が自ら経営する一部の会社を除いてこれに沿わないような上場会社はまれである。
業務執行側の最高責任者は米国ではCEO（chief executive officer：直訳すると統括執行役員）、英国ではMD（managing director:直訳すると業務執行取締役）と呼ばれる。監督と執行の分離という観点からは、業務執行の最高責任者であるCEO/MDとその監督側の最高責任者である取締役会長（chairman）の兼任は望ましくないとされる。現に、英国においては、過去に、業務執行取締役（managing director）が取締役会の会長（chairman of the board of directors）と同一である場合に、会社の私物化がおこり、会社（株主）の利益に反する経営が行われたことに対する反省から、この兼任は規制されている。一方、米国においては、CEOが会長を、COOが社長（president）を兼任するような例は少なくない。
取締役会の最も重要な役割とは、会社の経営方針を決定することにある。理論上は、CEO/MDの役割とは、取締役会で決定された経営方針を遂行することにある。他にも取締役会は、業績を出さないCEO/MDを首（解任）にし、さらに、CEO/MDおよび他の重役（executive）の報酬を決定する。
重役にあたるchiefが頭に着く役職はそれぞれ、chief executive officerが社長、chief operating officerが営業部長、chief financial officerが財務部長、chief administrative officerが総務部長、chief marketing officerが販売部長、chief communication officerが広報部長、director of human resourceが人事部長、chief technology officerが技術部長など、部の分類はあくまで世界共通の営利企業組織の内容に対応しており、日本の企業の内訳とそれほど違いがあるわけではない。しかし、日本のような会長・社長・専務・常務・部長・課長・係長・平社員といった階級制による職制でなく、業務別に責任範囲を明確にした組織運営が強調される。例えば、管理職のレベルで、財務部の従業員が営業や広報に移るということはほとんどない。また、会社の業務の中核にあたらない部門責任者（総務部長・広報部長など）が、CEOになるということはほとんどない。さらに、部長以上が取締役というように、株主の利益が会社の経営陣によって代表されると言う構造をとらない。
社内出世で社長/CEOを目指す場合は、営業部で業績をあげることが前提になる。この場合に、例えば財務部に勤務するものは、自分の部のCFOを目指し、CFOは、よりランク上の会社のCFOの職につくことでキャリアを追求することになる。ただし、製造業を営む会社なら製造部や技術部門、金融業を営む会社ならCFOがCEOに出世することもありうるが、これは、これらの役職が事実上COOにあたるからである。また、人事部長がchief officerでないのは、欧米ではそれぞれの部署の責任者（課長以上）が直属の部下の人事権（解雇を含む）を握っていることが多いため、日本に比べ人事部の重要性が低いためである。また、法的にみてchiefの役職を持つ者は、その責任部門に関して法的な拘束権利および義務があるということである。つまり、例えば財務部長が融資に関して何らかの約束を行った場合は、会社全体が、法的にその約束の執行責任を負う。CEOの言動は、会社のすべての業務に対して、法的責任を生じさせる。
なお、英国法上の会社の役員 (officer)はこれとは異なり、取締役 (director) を含む。米国の株式会社の役員 (officer) は、英国法上の会社の役員 (officer) のうち、支配人 (manager)又は書記役 (secretary)にあたる。
日本においてはこれに倣って、執行役員制度や、さらに委員会設置会社における執行役が導入された。この点で委員会設置会社はアメリカ型の企業統治とされるが、委員会設置会社でも CEO や COO などの名称を使用しない場合もあるし、委員会設置会社ではないが CEO や COO などの名称を使用する場合もある。そのため、日本では、上記のような取締役会とCEOの明確な分離が、必ずしも行われているわけではない。

## 分類
執行役員は委任された業務執行の範囲に基づいた職名（CxO, Chief x Officer）がしばしば与えられる。以下はその例である。

### 最高経営責任者（CEO）
最高経営責任者（チーフ・エグゼクティブ・オフィサー、英語: chief executive officer、略語：CEO）。統括業務執行役員などと和訳されることもある。法人 (corporation)のすべての業務執行を統括する役員 (officer) である。英国においては、同様の職務を行う役員を業務執行取締役 (managing director)又はチーフ・エクゼクティブ (chief executive) という。

### 最高執行責任者（COO）
最高執行責任者（チーフ・オペレーティング・オフィサー、英語: chief operating officer、略語：COO）。法人 (corporation)の事業運営に関する業務執行を統括する役員 (officer) である。

### 最高総務責任者（CAO）
最高総務責任者（チーフ・アドミニストレティブ・オフィサー、英語: chief administrative officer、略語：CAO）。英連邦諸国の会社や米国の法人 (corporation)における総務に関する業務執行を統括する役員 (officer) である。社員総会／株主総会および理事会／取締役会の手続きを議事録に記録する責任を負い、法令等で法人に保管が義務付けられている文書や書類その他の記録の作成、維持管理および認証 (certification) を行う。一般に、CEO の統括の下で職務を遂行する。
英連邦諸国の公開会社では、弁護士、公認会計士又は勅許書記士 (Chartered Secretary) の資格を有することが多い。
英連邦諸国の会社法 (Companies Act) や米国の州法で法人の役員 (officer) と規定される書記役 (secretary)が兼任することが多いが、法人を設立した国や州によっては役員 (officer) の名称に規定がないため書記役 (secretary) を置かないで最高総務責任者 (CAO) を置く場合もある。

### 最高財務責任者（CFO）
最高財務責任者（チーフ・ファイナンシャル・オフィサー、英語: chief financial officer、略語：CFO）。法人 (corporation)の財務に関する業務執行を統括する役員 (officer) である。CFOの代わりに会計役 (treasurer) または財務担当副社長 (vice-president of finance) を置く会社もある。英国においては、同様の職務を行う役員を財務担当役員 (financial director) という。

### 最高法務責任者（CLO）
最高法務責任者（チーフ・リーガル・オフィサー、英語: chief legal officer、略語：CLO、又はチーフ・ジュディシアル・オフィサー、英語: chief judicial officer、略語：CJO）。法人 (corporation)の法務に関する業務執行を統括する役員 (officer) である。弁護士の資格を有し、法人の法務部を総括する主任の法律顧問 (general counsel) を兼務することが多い。一般に、CEO の統括の下で職務を遂行する。
米国法律協会 (American Law Institute, ALI)による「企業統治の原則：分析と勧告」(Principles of Corporate Governance: Analysis and Recommendations) において、法人の最高法務責任者 (chief legal officer) は主要上級執行役員 (principal senior executive)に分類されている。

### 最高会計責任者（CAO）
最高会計責任者（チーフ・アカウンティング・オフィサー、英語: chief accounting officer、略語：CAO）。別の名称としてチーフ・アカウンティング・エグゼクティブ (chief accounting executive)、又は会計担当副社長 (vice-president of accounting) が使われることもある。法人 (corporation)の会計に関する業務執行を統括する役員 (officer) である。会計の職務についてすべての面から監督に責任を負い、掛け勘定、財務諸表、原価管理システム等の計画と管理などの様々な職務を行う。法人の経理部長（controller 又は comptroller）を兼務することがある。一般に、CEO の統括の下で職務を遂行する。
米国法律協会 (American Law Institute, ALI)による「企業統治の原則：分析と勧告」(Principles of Corporate Governance: Analysis and Recommendations) において、法人の最高会計責任者 (chief accounting officer) は主要上級執行役員 (principal senior executive)に分類されている。

### 最高技術責任者（CTO）
最高技術責任者（チーフ・テクニカル・オフィサー、英語: chief technical officer、略語：CTO）。会社の技術開発について戦略的に資源の投資や開発活動を行う技術部門の責任者。ただ、単なる技術部門や研究開発部門の部門責任者に付けられていることもある。

### 最高戦略責任者（CSO）
最高戦略責任者（チーフ・ストラテジー・オフィサー、英語: chief strategy officer、略語：CSO）。会社における中・長期的な戦略的な役割に焦点をあてたものである。CSOは状況に応じてスピーディな判断や様々な役割を担うことから、幅広い知識や経験・スキルを持ち合わせていることが求められる。

### 最高広報責任者（CMO）
最高広報責任者（チーフ・マーケティング・オフィサー、英語: chief marketing officer、略語：CMO）。最高マーケティング責任者とも。Return on Investment (ROI) をしっかり出さないと、その成果を厳しく問われる。その任期は、近年のアメリカでは平均して2年弱。

### 最高情報責任者（CIO）
最高情報責任者（チーフ・インフォメーション・オフィサー、英語: chief information officer、略語：CIO）。会社の情報戦略の責任者。単に情報の管理やITシステムの管理を行うだけではなく、情報を経営戦略上どのように利用するか、さらには情報戦略上の観点から会社のシステムや組織の構築について立案・実行する。ただ、単なる情報システム部門の担当役員 (officer) を指す場合も少なくない。

### 最高知識責任者（CKO）
最高知識責任者（チーフ・ナレッジ・オフィサー、英語: chief knowledge officer、略語：CKO）。CIO よりも広く、情報のほかに会社に蓄積された資産としての知識を経営に生かす知識戦略の責任者。

### 最高セキュリティ責任者（CSO）
最高セキュリティ責任者（チーフ・セキュリティ・オフィサー、英語: chief security officer、略語：CSO）。企業のセキュリティの責任者。物理的なセキュリティ（警備）を含めた危機管理や緊急時対応計画（業務継続計画）、事業継続計画を統括する役割を持ち、後述の「最高リスク管理責任者」や「最高情報セキュリティ責任者」を兼ねる場合がある。

### 最高リスク管理責任者（CRO）
最高リスク管理責任者（チーフ・リスク・オフィサー、英語: chief risk officer、略語：CRO、またはチーフ・リスク・マネジメント・オフィサー、英語: chief risk management officer、略語：CRMO）。企業のリスク管理の責任者。

### 最高情報セキュリティ責任者（CISO）
最高情報セキュリティ責任者（チーフ・インフォメーション・セキュリティ・オフィサー、英語: chief information security officer、略語：CISO）。企業の情報セキュリティを総合的に管理する責任者。コンピューターシステムのセキュリティ対策を行うほか、会社の機密情報や保有する個人情報が漏洩することのないよう管理する。情報セキュリティマネジメントシステム (ISMS) の運用をする際の責任者に用いられることが多い。

### 最高社会的責任担当者（CSRO）
最高社会的責任担当者（チーフ・ソーシャル・レスポンスビリティ・オフィサー、英語: chief social responsibility officer、略語：CSRO）。企業の積極的な社会貢献などを求める考え方である「企業の社会的責任」 (CSR, corporate social responsibility) を実行するための責任者。

### 最高コンプライアンス責任者（CCO）
最高コンプライアンス責任者（チーフ・コンプライアンス・オフィサー、英語: chief compliance officer、略語：CCO）。コンプライアンス（法令順守）や内部統制の責任者。

### そのほかの最高責任者（CxO）
- 最高ブランド開発責任者・最高ブランド責任者 (CBO, chief branding officer)
- 最高業務責任者 (CBO, chief business officer)
- 最高コミュニケーション責任者 (CCO, chief communication officer)
- 最高開発責任者 (CDO, chief development officer)
- 最高人事責任者 (CHO, chief human resource officer)
- 最高投資責任者 (CIO, chief investment officer)
- 最高物流担当責任者・最高ロジスティクス責任者 (CLO, chief logistics officer)
- 最高学習責任者 (CLO, chief learning officer)
- 最高ネットワーク責任者 (CNO, chief network officer)
- 最高人材活用責任者 (CPO, chief people officer)
- 最高生産管理責任者・最高製品責任者 (CPO, chief production officer)
- 最高個人情報管理責任者・最高プライバシー管理責任者 (CPO, chief privacy officer)
- 最高計画責任者 (CPO, chief project officer)
- 最高品質責任者 (CQO, chief quality officer)
- 最高売上責任者・最高レベニュー責任者 (CRO, chief revenue officer)
- 最高戦略責任者 (CSO, chief strategy officer)
- 最高安全責任者 (CSO, chief safety officer)
- 最高記憶媒体管理責任者・最高ストレージ責任者 (CSO, chief storage officer)
- 最高事業計画責任者・最高ヴィジョン策定責任者 (CVO, chief visionary officer)
- 最高体験責任者 (CXO, chief experience officer)

## 日本の指名委員会等設置会社
指名委員会等設置会社においては執行役が置かれる。複数いる場合には代表執行役が定められる。